# Superstrada S5
La superstrada S5 è una superstrada polacca che attraversa il Paese da nord a sud, da Grudziądz a Breslavia. Fa parte della strada europea E261.